# North West Derby
O North West Derby (lit.  "Dérbi do Noroeste") é o confronto de futebol entre Liverpool e Manchester United, ambos os clubes do Noroeste da Inglaterra. É considerado por muitos o maior dérbi do país e um dos maiores do mundo. A rivalidade foi alimentada pela proximidade das duas grandes cidades que eles representam, sua rivalidade econômica e industrial histórica, períodos significativos de domínio do futebol doméstico e sucesso europeu, e sua popularidade  no país e no exterior, como dois dos clubes de futebol de maior lucro e torcida do mundo.
Os dois clubes são os times ingleses mais bem-sucedidos em competições nacionais, europeias e mundiais; entre eles, eles ganharam 40 títulos da liga, 21 Copas da Inglaterra, 16 Copas da Liga Inglesa, 37 Supercopas da Inglaterra, nove Liga dos Campeões da UEFA, quatro Liga Europa da UEFA, uma Taça dos Clubes Vencedores de Taças, cinco Supercopas da UEFA, uma Copa Intercontinental e duas Copa do Mundo de Clubes da FIFA. Em abril de 2025, o Liverpool liderou o número de troféus conquistados com 69 em comparação aos 68 do United, embora seja o United que lidera o histórico de confrontos diretos oficiais entre os dois times, com 83 vitórias contra 72 do Liverpool; as 61 partidas restantes terminaram empatadas.

## História

### Rivalidade entre as cidades
As cidades de Liverpool e Manchester estão localizadas no noroeste da Inglaterra, a 35 milhas (56 km) de distância. Desde a Revolução Industrial, tem havido uma rivalidade consistente entre as duas cidades com base na competição econômica e industrial. Manchester até o século XVIII era a cidade muito mais populosa e era considerada representativa do norte. No final do século XVIII, Liverpool havia crescido como um grande porto marítimo – crítico para o crescimento e sucesso das fábricas de algodão do norte. No século seguinte, Liverpool cresceu para substituir Manchester e, ao longo do final do século XIX e início do século XX, foi frequentemente descrita como a segunda maior cidade do Reino Unido. Os vínculos entre as duas cidades foram fortalecidos com a construção do Bridgewater Canal, da Mersey and Irwell Navigation e da primeira ferrovia intermunicipal do mundo, a Liverpool and Manchester Railway, para o transporte de matérias-primas para o interior.

O brasão de armas de Liverpool apresenta o pássaro mítico conhecido como pássaro "Liver". Acredita-se que seja baseado em um cormorão. Esta criatura formou a base do emblema do Liverpool FC.

O brasão de Manchester formou a base do escudo original do Manchester United.

A construção do Manchester Ship Canal, financiado por comerciantes de Manchester, foi contestada por políticos de Liverpool e gerou ressentimento entre as duas cidades. As tensões entre os estivadores da classe trabalhadora de Liverpool e os trabalhadores de Manchester aumentaram após sua conclusão em 1894, apenas três meses antes do primeiro encontro entre Liverpool e Newton Heath (como o United era chamado na época) em uma partida eliminatória que veria Newton Heath rebaixado para a Second Division.

### Rivalidade no futebol

#### Formação até 1945
O Manchester United FC foi formado em Newton Heath, uma área em Manchester, em 1878 como Newton Heath LYR FC, e jogou sua primeira partida competitiva em outubro de 1886, quando entrou na primeira rodada da Copa da Inglaterra de 1886–87.
O Liverpool FC foi formado em 1892 após um desentendimento entre a diretoria do Everton FC e o presidente do clube, John Houlding, que era dono do campo do clube, Anfield. O desentendimento entre as duas partes sobre o aluguel resultou na mudança do Everton de Anfield para o Goodison Park, e Houlding fundou o Liverpool FC para jogar no estádio desocupado. Os torcedores do Liverpool costumam cantar o cântico "You should have paid the rent" (Você deveria ter pago o aluguel) para os fãs do Everton durante as partidas entre os dois lados, para refletir isso.
A primeira temporada do Liverpool foi na Second Division em 1893. O time ficou invicto durante toda a temporada, ganhando o título e sendo elegido para um mata-mata para a First Division, que os veria jogar uma "partida de teste" de eliminatória única contra o parte de baixo da First Division para ser promovido. O time que o Liverpool enfrentaria era o Newton Heath, a quem venceram por 2 a 0 para assumir seu lugar na First Division. 
O Liverpool conquistou seu primeiro troféu da First Division em 1901 e novamente em 1906, a mesma temporada em que o recém-renomeado Manchester United foi promovido à First Division após terminar como vice-campeão da Second Division, atrás do Bristol City. Duas temporadas depois, quando o Liverpool caiu para o meio da tabela, o Manchester United garantiu seu primeiro título da liga, vencendo a temporada de 1907–08, nove pontos à frente do Aston Villa e do Manchester City. Eles seguiram isso vencendo a primeira Supercopa da Inglaterra quando derrotaram o Queens Park Rangers em duas partidas em 1908. Na temporada seguinte, eles venceram a final da Copa da Inglaterra de 1909 e seguiram com outro título da liga e a Supercopa da Inglaterra em 1911.
A eclosão da Primeira Guerra Mundial interrompeu o futebol nacional e, após a retomada das competições em 1919, o Liverpool se afirmou no futebol nacional com dois títulos da liga, enquanto o United se viu em declínio acentuado, o que o levou ao rebaixamento em 1923. Entre 1923 e a eclosão da Segunda Guerra Mundial, nenhuma das equipes ganhou mais troféus competitivos além dos regionais, com o Manchester United passando três períodos separados na Second Division.

#### 1945 a 1992

Um gráfico comparativo mostrando as posições anuais da tabela do Manchester United e do Liverpool no sistema de ligas do futebol inglês desde 1892–93.

Após a Segunda Guerra Mundial, o Liverpool tornou-se novamente campeão inglês em 1947. Antes que os papéis dos clubes se invertessem mais uma vez, o Liverpool caiu para a Second Division enquanto o Manchester United encontrava estabilidade sob a gestão do ex-capitão do Liverpool Matt Busby, vencendo a Copa da Inglaterra em 1948 e depois três títulos da liga e da Supercopa da Inglaterra cada um na década de 1950. Durante esse tempo, o futuro técnico do Liverpool, Bill Shankly, foi abordado pelo então presidente do Liverpool, Tom Williams, e perguntou: "Como você gostaria de administrar o melhor clube do país?". Shankly respondeu: "Por quê? Matt Busby está indo embora?".
Após a promoção do Liverpool sob Shankly em 1962, os dois clubes se encontraram em competição direta pela primeira vez, disputando quatro títulos da liga entre 1964 e 1967, bem como a Supercopa da Inglaterra de 1965. Depois disso, porém, os dois lados começaram a se desviar em direções opostas mais uma vez. A vitória do título do United em 1967 seria a última por 26 anos, enquanto o Liverpool desfrutaria de quase 20 anos de sucesso sustentado, ganhando 11 títulos da liga, 19 copas nacionais e sete troféus europeus de 1972 a 1992. Os principais alívios do United durante esse período vieram por meio de competições de copas, como seus triunfos sobre o Liverpool na final da Copa da Inglaterra de 1977 e a semifinal da Copa da Inglaterra de 1979 no Goodison Park. Foi durante esse período, no final dos anos 70 e início dos anos 80, que a rivalidade moderna entre os dois clubes realmente começou a esquentar. De acordo com o sociólogo do futebol John Williams, o United havia desenvolvido um "glamour e perfil de mídia", mas não teve o sucesso para igualá-lo e os fãs do Liverpool sentiram que os Red Devils eram "queridinhos da mídia que recebiam muita publicidade". Havia uma percepção em Liverpool de que seus times extremamente bem-sucedidos, mas "profissionais" e "trabalhadores" estavam sempre de alguma forma na sombra das estrelas do Old Trafford. Isso levou a um apelido irrisório do United em Liverpool: "The Glams" (Os Glamurosos).

#### 1992–presente
O período de 26 anos do Manchester United sem um título da liga foi replicado e superado de 1990 a 2020, período em que o United dominou o futebol inglês e conquistou 13 títulos da liga, 23 copas nacionais e cinco troféus europeus. O sucesso do Liverpool em competições nacionais como a Copa da Liga Inglesa de 2003 e a Copa da Inglaterra de 2006, bem como competições europeias como a Liga dos Campeões da UEFA em 2005 e 2019, permitiu-lhes algum consolo durante o período de seca de títulos da liga, que finalmente terminou na temporada de 2019–20. Apesar de suas fortunas contrastantes, apenas oito vezes desde 1972 nem o Liverpool nem o United terminaram entre os dois primeiros da tabela da liga e, em sete dessas oito campanhas, o troféu ainda foi levado para casa por um dos dois clubes.

## Estatísticas

### Registro geral
Atualizado até 5 de janeiro de 2025.
| Competição                    | Partidas | Vitórias do Liverpool | Empates | Vitórias do Manchester United |
| ----------------------------- | -------- | --------------------- | ------- | ----------------------------- |
| First Division/Premier League | 180      | 61                    | 53      | 67                            |
| Second Division               | 4        | 2                     | 0       | 2                             |
| Copa da Inglaterra            | 19       | 4                     | 4       | 11                            |
| Copa da Liga Inglesa          | 5        | 3                     | 0       | 2                             |
| Supercopa da Inglaterra       | 5        | 1                     | 3       | 1                             |
| Liga Europa da UEFA           | 2        | 1                     | 1       | 0                             |
| Total                         | 216      | 72                    | 61      | 83                            |

### Maiores goleadas
A favor do Liverpool:
- Liverpool 7–0 Manchester United (5 de março de 2023, Anfield; Premier League)

A favor do Manchester United:
- Manchester United 6–1 Liverpool (5 de maio de 1928, Old Trafford; First Division)

### Comparativo de títulos
| Competição                          | Liverpool | Manchester United |
| ----------------------------------- | --------- | ----------------- |
| Copa do Mundo de Clubes da FIFA     | 1         | 1                 |
| Copa Intercontinental               | –         | 1                 |
| Liga dos Campeões da UEFA           | 6         | 3                 |
| Liga Europa da UEFA                 | 3         | 1                 |
| Taça dos Clubes Vencedores de Taças | –         | 1                 |
| Supercopa da UEFA                   | 4         | 1                 |
| Campeonato Inglês                   | 20        | 20                |
| Copa da Inglaterra                  | 8         | 13                |
| Copa da Liga Inglesa                | 10        | 6                 |
| Supercopa da Inglaterra             | 16        | 21                |
| Supercopa da Liga de Futebol        | 1         | –                 |
| Total                               | 69        | 68                |

## Confrontos eliminatórios
Em mata-matas, o Manchester United leva vantagem sobre o Liverpool, com 14 eliminações contra 9 do rival em competições oficiais a nível nacional e internacional. Três finais da Supercopa da Inglaterra acabaram empatadas e com o título sendo dividido entre os dois clubes.
| Temporada | Competição              | Fase             | Vencedor             |
| 1897–98   | Copa da Inglaterra      | Oitavas de final | Liverpool            |
| 1902–03   | Copa da Inglaterra      | 16-avos de final | Manchester United    |
| 1920–21   | Copa da Inglaterra      | 32-avos de final | Liverpool            |
| 1947–48   | Copa da Inglaterra      | 16-avos de final | Manchester United    |
| 1959–60   | Copa da Inglaterra      | 16-avos de final | Manchester United    |
| 1965      | Supercopa da Inglaterra | Final            | Título compartilhado |
| 1976–77   | Copa da Inglaterra      | Final            | Manchester United    |
| 1977      | Supercopa da Inglaterra | Final            | Título compartilhado |
| 1978–79   | Copa da Inglaterra      | Semifinal        | Manchester United    |
| 1982–83   | Copa da Liga Inglesa    | Final            | Liverpool            |
| 1983      | Supercopa da Inglaterra | Final            | Manchester United    |
| 1984–85   | Copa da Inglaterra      | Semifinal        | Manchester United    |
| 1985–86   | Copa da Liga Inglesa    | Oitavas de final | Liverpool            |
| 1990      | Supercopa da Inglaterra | Final            | Título compartilhado |
| 1990–91   | Copa da Liga Inglesa    | 16-avos de final | Manchester United    |
| 1995–96   | Copa da Inglaterra      | Final            | Manchester United    |
| 1998–99   | Copa da Inglaterra      | 16-avos de final | Manchester United    |
| 2001      | Supercopa da Inglaterra | Final            | Liverpool            |
| 2002–03   | Copa da Liga Inglesa    | Final            | Liverpool            |
| 2005–06   | Copa da Inglaterra      | Oitavas de final | Liverpool            |
| 2010–11   | Copa da Inglaterra      | 32-avos de final | Manchester United    |
| 2011–12   | Copa da Inglaterra      | 16-avos de final | Liverpool            |
| 2013–14   | Copa da Liga Inglesa    | 16-avos de final | Manchester United    |
| 2015–16   | Liga Europa da UEFA     | Oitavas de final | Liverpool            |
| 2020–21   | Copa da Inglaterra      | 16-avos de final | Manchester United    |
| 2023–24   | Copa da Inglaterra      | Quartas de final | Manchester United    |